# Cylindrotoma distinctissima distinctissima
Cylindrotoma distinctissima distinctissima is een ondersoort van de tweevleugelige Cylindrotoma distinctissima uit de familie buismuggen (Cylindrotomidae). De soort komt voor in het Palearctisch gebied.